# Đỗ Mạnh Hùng (chính khách)
Đỗ Mạnh Hùng (sinh ngày 20 tháng 5 năm 1958) là một chính trị gia người Việt Nam. Ông từng là đại biểu Quốc hội Việt Nam khóa 13 nhiệm kì 2011-2016 thuộc đoàn đại biểu tỉnh Thái Nguyên, Phó Chủ nhiệm Ủy ban Về các vấn đề xã hội của Quốc hội khóa 13, Chủ tịch Nhóm Nghị sỹ hữu nghị Việt Nam - Angiêri.

## Xuất thân
Ông sinh ngày 20 tháng 5 năm 1958, người dân tộc Kinh, không theo tôn giáo nào. Ông có quê quán ở xã Liên Khê, huyện Khoái Châu, tỉnh Hưng Yên.

## Giáo dục
Ông có trình độ học vấn là Cử nhân Sư phạm Toán.
Ông có trình độ lí luận chính trị là Cử nhân chính trị.

## Sự nghiệp
Ông gia nhập Đảng Cộng sản Việt Nam vào ngày 3/10/1984.
Ông từng là Đại biểu Quốc hội Việt Nam khóa 12.
Ông là Đại biểu Quốc hội Việt Nam khóa 13 nhiệm kì 2011-2016 thuộc đoàn đại biểu tỉnh Thái Nguyên, đồng thời là Phó Chủ nhiệm Ủy ban Về các vấn đề xã hội của Quốc hội khóa 13, Chủ tịch Nhóm Nghị sỹ hữu nghị Việt Nam - Angiêri (Đại biểu chuyên trách: Trung ương).